# Margarita López Portillo
Margarita López Portillo (née en 1914 à Guadalajara, Jalisco - morte le 8 mai 2006 à Mexico) est une romancière et femme politique mexicaine. Elle est la sœur du président José López Portillo.

## Gestion des médias
Durant le mandat de son frère, une commission de surveillance télévisuelle fut mise en place : la RTC, équivalent mexicain du CSA en  France. Elle en devint la présidente et prit ainsi le contrôle de la télévision publique, du cinéma mexicain et de la majeure partie des médias. Elle fut également directrice de la chaine de télévision Canal 13 pendant deux ans. Cette nomination fut polémique et la gestion de Margarita López Portillo critiquée. On lui reprochait notamment d'attacher davantage d'importance à l'image de son frère président qu'à la progression de l'industrie cinématographique. Selon les témoignages, Margarita López Portillo était une personnalité capricieuse, intéressée, corrompue et même néfaste.

## Filmographie
- 1965 : Maximiliano y Carlota d'Ernesto Alonso (série TV) : scénario
- 1980 : Estampas de Sor Juana de Jorge Durán Chavez : adaptation de son roman
- 1985 : Toña machetes de Raúl Araiza : adaptation de son roman

## Distinctions
- 1980 : titrée Honoris Causa à l'Universidad Autónoma del Estado de Morelos